# NK Mura Murska Sobota
Nogometni klub "Mura" (NK Mura; Mura Murska Sobota; Mura) bio je nogometni klub iz Murske Sobote, Pomurje, Republika Slovenija. 

## O klubu
NK "Mura" je osnovan 1924. godine. Do početka II. svjetskog rata "Mura" se natjecala u prvenstvima Ljubljanskog nogometnog saveza – područje Maribor. 
 
Klupske boje 1932. bile su crna i bijela.

Završetkom rata, klub nastavlja s djelovanjem, te do raspada SFRJ "Mura" igra ptretežno u Slovenskoj republičkoj ligi, u kojoj su prvaci u sezoni 1969./70. Klub se između 1953. i 1965. godine nazivao "Sobota", te je potom vratio ime "Mura". Klub je krajem 1960-ih i 1970-ih pet sezona igrao u "2. saveznoj ligi – Zapad.
 
1991. godine, osamostaljenjem Slovenije, "Mura" postaje član novouspostavljene "1. slovenske nogometne lige" u kojoj igra zapaženu ulogu – dva puta je doprvak, osvajač slovenskog kupa te su nastupali u UEFA eurokupovima. 
 
Klub je potom upao u financijske probleme, te klub nije uspio dobiti licencu Slovenskog nogometnog saveza za nastup u 1. SNL, te se klub 2005. gasi. 
 
Kao sljednik "Mure" je nastala "Mura 05", koja je 2013. ugašena također radi financijskih razloga, a nju je naslijedio klub "NŠ Mura", koja se trenutno natječe u 1. slovenskoj ligi. 
 
Glavna boja dresova "Mure" je bio progasti crno-bijeli dres.

## Stadion
Klub je nastupao na stadionu "Fazenarija", kojeg trenutno (2020.) koristi "NŠ Mura".

## Uspjesi

### nakon 1991.
1. slovenska liga
- doprvak: 1993./94., 1997./98.
- trećeplasirani: 1992./93., 1995./96.

Kup Slovenije
- pobjednik: 1994./95.
- finalist: 1993./94.

Superkup Slovenije
- finalist: 1995.

### do 1991.
Slovenska republička liga
- prvak: 1969./70.
- dopevak: 1966./67., 1967./68., 1974./75., 1976./77., 1977./78.

Slovenska republička liga – Istok
- doprvak: 1954./55.

Republički kup Slovenije
- pobjednik: 1974./75.
- finalist: 1972./73.

## Pregled plasmana
| sezona      | rang lige | liga              | poz. | klubova u ligi | ut   | pob  | ner  | por  | gol+ | gol- | bod  | napomene                                                                  | izvori |
| Mura        | Mura      | Mura              | Mura | Mura           | Mura | Mura | Mura | Mura | Mura | Mura | Mura | Mura                                                                      | Mura   |
| ----------- | --------- | ----------------- | ---- | -------------- | ---- | ---- | ---- | ---- | ---- | ---- | ---- | ------------------------------------------------------------------------- | ------ |
| 1991./92.   | I.        | 1. slovenska liga | 7.   | 21             | 40   | 17   | 9    | 14   | 60   | 49   | 43   |                                                                           | [ 2 ]  |
| 1992./93.   | I.        | 1. slovenska liga | 3.   | 18             | 34   | 19   | 8    | 7    | 50   | 28   | 46   |                                                                           | [ 3 ]  |
| 1993./94.   | I.        | 1. slovenska liga | 2.   | 16             | 30   | 19   | 7    | 4    | 59   | 23   | 45   |                                                                           | [ 4 ]  |
| 1994./95.   | I.        | 1. slovenska liga | 4.   | 16             | 30   | 17   | 6    | 7    | 46   | 24   | 40   |                                                                           | [ 5 ]  |
| 1995./96.   | I.        | 1. slovenska liga | 3.   | 10             | 36   | 15   | 13   | 8    | 43   | 29   | 58   |                                                                           | [ 6 ]  |
| 1996./97.   | I.        | 1. slovenska liga | 7.   | 10             | 36   | 9    | 16   | 11   | 36   | 45   | 43   |                                                                           | [ 7 ]  |
| 1997./98.   | I.        | 1. slovenska liga | 2.   | 10             | 36   | 19   | 10   | 7    | 63   | 42   | 67   |                                                                           | [ 8 ]  |
| 1998./99.   | I.        | 1. slovenska liga | 4.   | 12             | 33   | 16   | 5    | 12   | 53   | 35   | 53   |                                                                           | [ 9 ]  |
| 1999./2000. | I.        | 1. slovenska liga | 10.  | 12             | 33   | 10   | 6    | 17   | 47   | 53   | 36   |                                                                           | [ 10 ] |
| 2000./01.   | I.        | 1. slovenska liga | 4.   | 12             | 33   | 14   | 9    | 10   | 43   | 39   | 51   |                                                                           | [ 11 ] |
| 2001./02.   | I.        | 1. slovenska liga | 7.   | 12             | 33   | 14   | 6    | 13   | 36   | 35   | 48   |                                                                           | [ 12 ] |
| 2002./03.   | I.        | 1. slovenska liga | 8.   | 12             | 32   | 10   | 7    | 15   | 41   | 50   | 37   |                                                                           | [ 13 ] |
| 2003./04.   | I.        | 1. slovenska liga | 5.   | 12             | 32   | 14   | 7    | 11   | 53   | 54   | 39   | u drugom dijelu sudionici Lige za prvaka                                  | [ 14 ] |
| 2004./05.   | I.        | 1. slovenska liga | 8.   | 12             | 32   | 11   | 11   | 10   | 43   | 39   | 44   | u drugom dijelu sudionici Lige za ostanak po završetku sezone klub ugašen | [ 15 ] |

## Poznati treneri
- Miroslav Blažević

## Unutarnje poveznice
- Murska Sobota
- ND Mura 05 Murska Sobota
- NŠ Mura Murska Sobota

## Vanjske poveznice
- (slov.) snkmura.com, wayback arhiva
- (slov.) prvaliga.si, Mura (1. SNL)
- (slov.) nsz.si, Mura (Kup)
- (engl.) int.soccerway.com, NK Mura Murska Sobota
- (engl.) globalsportsarchive.com, NŠ Mura - Team Info,
- (engl.) worldfootball.net, ND Mura 05